# 江伊婷
江伊婷（2004年8月1日—），出生于福建省莆田市，中国女子射击运动员，2022年亞洲運動會女子双向飞碟金牌得主和女子双向飞碟团体银牌得主、2024年夏季奥林匹克运动会混合团体双向飞碟铜牌得主。